# 엠포 코아호

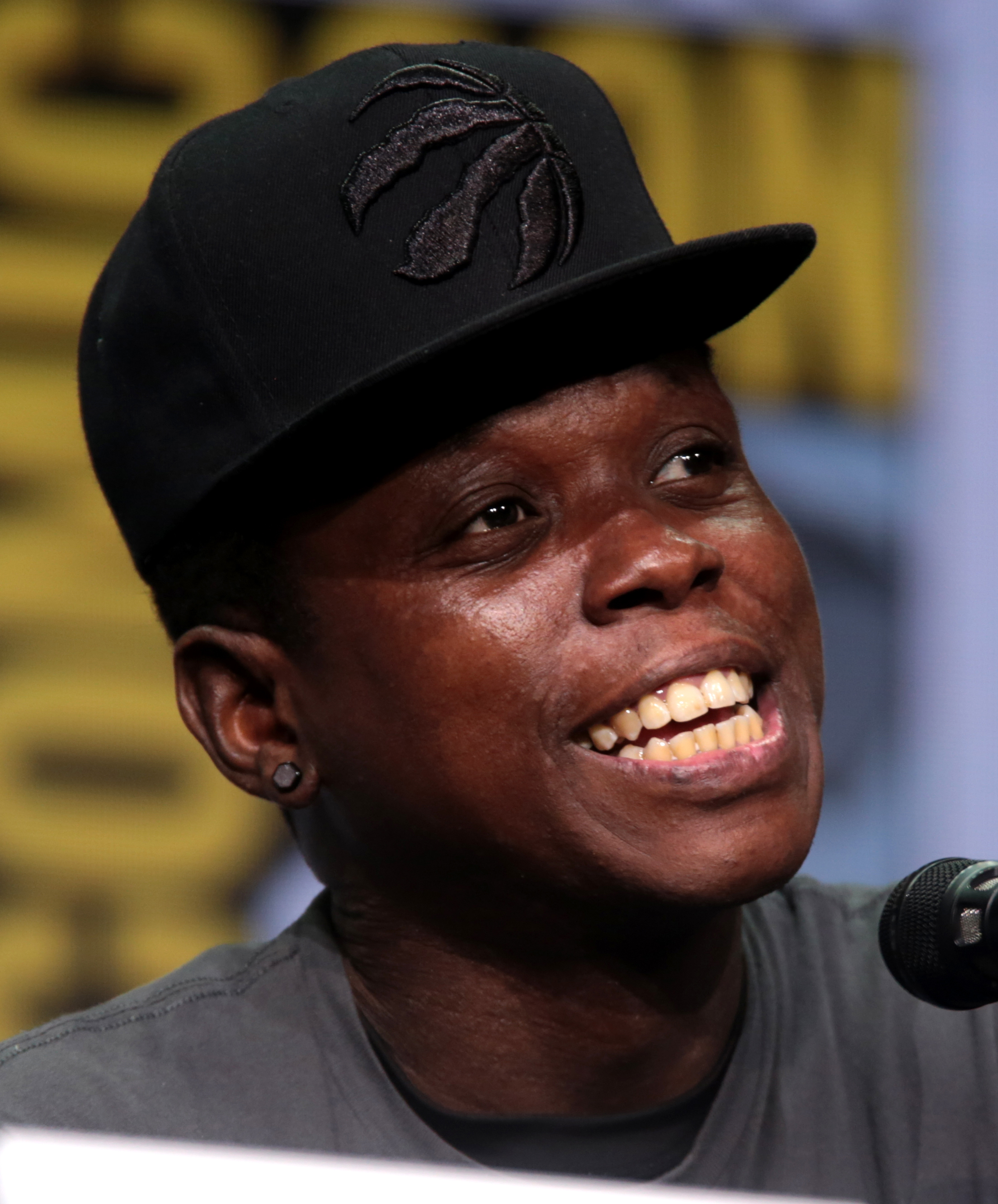

음포 코아호(Mpho Koaho, 1979년 4월 22일 ~ )는 캐나다의 배우이다.
토론토에서 태어났다.

## 출연 작품
- 나이트 헌터 (2018년)
- 엘로이즈 (2014년)
- 카누잭키드 (2012년)
- 찰리 존 (2011년) - 도니 역
- 쏘우 - 여섯번의 기회 (2009년)
- 눈먼 자들의 도시 (2008년)
- 보이 걸 씽 (2006년)
- 쏘우 3 (2006년) - 팀 역
- 겟리치오어다이트라잉 (2005년) - 준버그 역
- 4 브라더스 (2005년)
- 올랜도블룸의 위험한 열정 (2004년)
- 디텐션 (2003년)
- 파트너스 인 액션 (2002년)
- 집행자 (2002년)
- 스나이피스 (2001년)
- 메일 투 더 치프 (2000년)
- 다운 인 더 델타 (1998년)

### 텔레비전
- 더크 젠틀리의 전체론적 탐정 사무소
- 폴링 스카이 (2011년)